# Drungario de la guardia
El drungario de la guardia (en griego: δρουγγάριος τῆς βίγλης, transliteración: droungarios tēs viglas) originalmente fue un cargo militar superior en el Imperio bizantino. Registrado desde finales del siglo VIII, el drungario comandaba la Vigla o «guardia», uno de los regimientos de caballería de élite profesional (tagma) del período bizantino medio y estaba a cargo de la seguridad personal del emperador bizantino. Hacia c. 1030, el cargo pasó de su origen militar a una posición judicial de alto nivel, a partir de entonces se denominó como gran drungario de la guardia (en griego: μέγας δρουγγάριος τ. β., mégas droungários t. b.). El cargo continuó existiendo como dignidad cortesana, en su mayoría honorífica, durante la era Paleóloga hasta el fin del Imperio bizantino, a mediados del siglo XV.

## Drungario como cargo militar

Mapa animado de la evolución de las fronteras del Imperio bizantino

El drungario de la guardia era inicialmente el comandante de la vigla o arithmos, el tercero de los tagmata, regimientos de caballería profesional con sede en Constantinopla y sus alrededores, y distintos de las tropas provinciales o temáticas. El título de drungario en sí mismo significa  «comandante de un drungos», un término de origen galo usado para designar a una especie de formación de caballería táctica en el Ejército romano del este de la antigüedad tardía. El término drungario (en griego: δρουγγάριος) no está documentado antes del comienzo del siglo VII, pero podría haberse utilizado como una designación informal o no oficial antes de ese tiempo. El oficio y su correspondiente unidad parecen haberse referido inicialmente a disposiciones ad hoc, pero a principios del siglo séptimo se formalizaron, como gran parte de la estructura del Ejército romano oriental.
A juzgar por el nombre de la unidad y los peculiares títulos de sus oficiales, tuvo una considerable ascendencia que se remontaba al Ejército romano oriental. El primer registro del cargo proviene cerca del 791, cuando Alejo Mosele es nombrado como espatario y droungarios tēs viglas. En comparación con otros tagmas, el drungario y sus comandantes tenían deberes específicos relacionados con la seguridad del emperador y del palacio imperial. Dentro de Constantinopla, la guardia custodiaba los jardines del palacio y mantenía una guarnición acantonada en el Hipódromo cubierto (otra base del drungario), esto le daba la posibilidad de permanecer en la ciudad en todo momento y acompañar al emperador cuando abandonaba el recinto del palacio, así como en las ocasiones que este partiera para hacer campaña. Por tal motivo, se le confiaba la seguridad del ejército y del campamento, que incluía tareas como: la supervisión de las guardias nocturnas, las de la parte delantera, trasera y de los flancos; así como custodiar a los prisioneros de guerra.
Debido a su proximidad con el emperador, el drungario debía ser una persona de confianza, y a menudo se le asignaban misiones delicadas como arrestos o incluso las ejecuciones de oficiales de alto rango. Por otro lado, como observa Rodolphe Guilland, la delicada naturaleza de esta función significaba que «la mera negligencia, la menor sospecha podía causar su caída», mientras que «el primer cuidado de un nuevo emperador... era elevar al cargo [de drungario de la guardia] a uno de sus sirvientes».
Como se menciona en De Ceremoniis, el drungario siempre escoltaba al emperador y era participante asiduo de diversas ceremonias imperiales, a menudo acompañado por su ayudante, el acóluto (akolouthos). Como traje ceremonial ostentaba una túnica skaramangion y una capa sago roja, frecuentemente llevaba una espada, una maza y un hacha. Esta última arma era inusual para un oficial bizantino, el erudito francés Guilland sugiere que esto estaba relacionado con su mando sobre las tropas extranjeras a través del akolouthos (quien más tarde se convertiría en el comandante de la guardia varega, portadora de hachas). En el siglo x, cuando varios titulares del cargo eran los descendientes de las familias más prominentes de la aristocracia militar, incluyendo a Eustacio Argiro, Juan Curcuas y Manuel Curtices, el drungario ocupó el trigésimo sexto lugar en la jerarquía imperial y generalmente le eran conferidas las más altas dignidades cortesanas como anthypatos, patricio o protospatario.

### Lista de titulares conocidos
La lista mostrada a continuación no incluye a los titulares conocidos solo a través de sus sellos, pero no identificados de otra manera, ni a los titulares anónimos.
| Nombre                  | Período                   | Nombrado por                   | Notas | Ref.                 |
| ----------------------- | ------------------------- | ------------------------------ | --- | -------------------- |
| Alejo Mosele            | c. 791                    | Irene de Atenas                | César. Participó en campañas militares en los Balcanes, donde recuperó territorios de los eslavos y luchó con cierto éxito en Sicilia contra los árabes. | [ 10 ] [ 11 ] [ 12 ] |
| Ooryphas                | Final de la década de 820 | Miguel II                      | Nombrado almirante y enviado a controlar los desmanes de los sarracenos cretenses. Instituyó nuevos cuerpos de marineros y logró recuperar varias islas del mar Egeo en poder de los sarracenos. | [ 13 ]               |
| Petronas                | c. 830                    | Teófilo                        | Hermano de Teodora, esposa del emperador Teófilo. Durante el reinado de Miguel III ocupó importantes puestos militares. Saqueó el emirato de Melitene y las tierras paulicianas en Samósata y Amida en la Alta Mesopotamia, además, obtuvo la victoria en la batalla de Lalakaon.                                                     | [ 14 ] [ 15 ]        |
| Aecio                   | c. 830                    | Teófilo                        | Conocido como el strategos del thema Anatólico que fue capturado por el califato abásida durante el Saqueo de Amorio en 838, convirtiéndose en uno de los 42 mártires de Amorio. | [ 16 ]               |
| Constantino Baboutzikos | Hasta 838                 | Teófilo                        | Cuñado de la emperatriz Teodora. Al igual que Aecio, también fue capturado y asesinado con los demás mártires de Amorio. | [ 17 ]               |
| Ooryphas                | Inicios de 840            | Teófilo                        | La fecha exacta de su mandato es desconocida al igual que su identificación, pues otras figuras llevaron el mismo apellido en esa época. Jorge Cedreno sostiene que se le acusó de la ejecución de Teófobo. | [ 14 ]               |
| Constantino Maniaces    | 842 - Desconocido         | Miguel III                     | Un armenio que había llegado a la corte bizantina como rehén. Se desempeñó como drungario en los primeros años del reinado de Miguel III, durante la regencia de Teodora. Más tarde llegó a convertirse en logothetes tou dromou. | [ 17 ]               |
| Juan Androsalites       | 867 - Desconocido         | Basilio I                      | Hermano del abad Nicolás, que había protegido al joven Basilio I en su primera llegada a Constantinopla. Tanto a él como a sus hermanos les fueron otorgados altos cargos cuando Basilio accedió al poder. | [ 18 ]               |
| León Catacalo           | c. 877                    | Basilio I                      | Según la hagiografía del patriarca Ignacio, era yerno de Focio, gran rival de Ignacio, y realizó una persecución de los adeptos de Ignacio al principio del segundo patriarcado de Focio (877-886). En 896, es promovido a doméstico de las escolas, cargo con el cual llevó a los bizantinos a la desastrosa batalla de Bulgarófigo. | [ 17 ]               |
| Juan                    | c. 897                    | León VI el Sabio               | Fue despedido por negligencia en el descubrimiento de un complot contra León, quien nombró a Pardos en su lugar. | [ 19 ]               |
| Pardos                  | c. 897-898                | León VI el Sabio               | Hijo del hetairiarca Nicolás Zautzes. Contaba con la absoluta confianza de León, pero debido a una fallida conspiración de su hermano Basilio y los miembros de la familia de Stylianos Zautzes fue depuesto y apresado. | [ 19 ]               |
| Juan                    | Antes de 914              | León VI el Sabio               | Uno de los hermanos del patriarca Nicolás I el Místico. Solo es conocido por una carta de su esposa del 914/915. | [ 20 ]               |
| Eustacio Argiro         | c. 908-910                | León VI el Sabio               | General de ascendencia aristocrática, fue nombrado drungario a fines de 908. Destituido y enviado al exilio a su natal Carsiano cuando cayó bajo sospecha de León. Murió envenenado en el trayecto. | [ 21 ]               |
| Damiano                 | 913 - Desconocido         | Constantino VII (nominalmente) | Nombrado por la emperatriz regente Zoe Karbonopsina | [ 22 ]               |
| Juan Curcuas            | c. 918-922                | Constantino VII (nominalmente) | Ayudó a Romano I Lecapeno a ascender al trono. En 922 fue recompensado con el cargo de doméstico de las escolas, el cual ocupó durante 22 años. Dirigió numerosas campañas contra los árabes y conquistó Melitene. | [ 23 ]               |
| Manuel Curtices         | 944/945 - Desconocido     | Constantino VII                | Curtices fue uno de los conspiradores que derrocaron a Romano I en diciembre de 944, liderando la restauración del poder imperial para Constantino VII un mes después. Fue nombrado drungario de la guardia. | [ 24 ]               |
| Simón                   | 1025-1028                 | Constantino VIII               | Tercer chambelán y uno de los eunucos favoritos de Constantino VIII. Fue nombrado drungario y proedros, más tarde se convirtió en doméstico de las escolas antes de retirarse de la vida política a un monasterio. | [ 25 ]               |

## Drungario como cargo judicial
Hacia 1030, su cargo cambió de militar a estrictamente judicial y adquirió el epíteto de gran (megas) en la década de 1070. Parece que el drungario asumió la «corte del hipódromo», existente desde mediados del siglo ix, y muy conocida por su ubicación en el hipódromo cubierto (o de acuerdo con una interpretación alternativa, en las subestructuras del Hipódromo principal de Constantinopla). Esto fue seguido por la creación de nuevos tribunales y la reestructuración del sistema judicial bizantino, por lo que durante el reinado de la dinastía Comneno (1181-1185), la «Corte del hipódromo» o «Corte del drungario» (en griego: τὸ δρουγγαρικὸν δικαστήριον) era uno de los siete tribunales civiles superiores, junto con la del eparca de la ciudad, del diceodota, del cuestor del sagrado palacio (koiaistōr), del maestro de las sentencias (epi ton kriseōn), del prōtasēkrētis y del católico (katholikos), quien encabezó el tribunal de asuntos fiscales (dēmosiaka pragmata). La «Corte del drungario» también servía como un tribunal de apelaciones para las decisiones del maestro de las sentencias.
Los titulares de este cargo pertenecieron a algunas de las familias más distinguidas de la aristocracia civil, incluyendo a Eustacio Romaio, Juan Skylitzes y Andrónico Camatero.

### Lista de titulares conocidos
La siguiente lista no incluye a los titulares conocidos solo a través de sus sellos, pero no identificados de otra manera, ni a los titulares anónimos.
| Nombre                    | Período                       | Nombrado por                           | Notas | Ref.          |
| ------------------------- | ----------------------------- | -------------------------------------- | --- | ------------- |
| Eustacio Rhomaios         | 1030/1034 - Desconocido       | Romano III                             | Posiblemente el primer titular del cargo que presidió la «corte del hipódromo». Fue nombrado drungario después de mayo de 1030 y antes de abril de 1034. El magister officiorum Eustacio Romaio es más famoso por su colección de jurisprudencia fiscal, publicada como la Peira. | [ 25 ] [ 30 ] |
| Anastasio                 | c. 1030                       | Desconocida                            | Mencionado únicamente en un documento de patriarca Alejo Estudita (1025-1043). | [ 25 ]        |
| Manuel                    | 1054 - Desconocido            | Teodora Porfirogeneta                  | Fue recompensado con el puesto por ayudar a la emperatriz Teodora a obtener el poder. | [ 25 ]        |
| Macetario                 | Tercer trimestre del siglo xi | Desconocida                            | Un corresponsal de Miguel Psellos, nada más se sabe de él. | [ 25 ]        |
| Juan Xifilino             | Inicios de la década de 1060  | ¿Constantino X Ducas?                  | Patriarca de Constantinopla en 1064-1075. Según Teodoro Escutariota, era un magíster y drungario de la guardia con anterioridad a su nombramiento como patriarca. | [ 25 ]        |
| Constantino Xifilino      | c. 1070                       | ¿Romano IV Diógenes?                   | Otro destinatario de Miguel Psellos. | [ 25 ]        |
| Constantino Cerulario     | Década de los 1060 o 1070     | Constantino X Ducas o Miguel VII Ducas | Sobrino del patriarca Miguel I Cerulario y primo de la emperatriz Eudoxia Macrembolitissa. Era una figura muy influyente bajo la dinastía de los emperadores Ducas. Fue el primer titular conocido en ostentar el título de gran drungario.                                       | [ 31 ] [ 32 ] |
| Esteban                   | 1078-1081                     | Nicéforo III                           | Fue despedido luego de la destitución de Botaniates, convirtiéndose en monje y abad del Monasterio de Xenophontos en el Monte Athos. Más conocido como Simeón el Santificado. | [ 31 ]        |
| Miguel Cerulario          | 1081 - Desconocido            | Alejo I Comneno                        | Hijo de Constantino Cerulario, un eminente experto en asuntos judiciales y financieros. Ascendió para convertirse en logothetes ton sekreton durante la mayor parte del reinado de Alejo I.                                                                                       | [ 31 ] [ 33 ] |
| Nicolás Mermentulo        | c. 1086                       | Alejo I Comneno                        | Posiblemente también fue nobilísimo y eparca de Constantinopla. | [ 25 ]        |
| Juan Tracesio             | c. 1092                       | Alejo I Comneno                        | Posiblemente se trate del mismo proedros, eparca y gran drungario Juan, que se menciona en un acta con fechas diferentes (1083, 1098 o 1113). Sin embargo, muchos lo identifican con el historiador Juan Skylitzes.                                                               | [ 31 ] [ 34 ] |
| Juan Zonaras              | Inicios del siglo xii         | Alejo I Comneno                        | Más conocido como historiador. Zonaras ocupó altos cargos en la corte, bajo el reinado de Alejo I, antes de retirarse como monje. | [ 35 ]        |
| Nicetas o Nicolás Esclero | Desconocida                   | Alejo I Comneno                        | Mencionado solo en una ley promulgada por Alejo I. | [ 36 ]        |
| Constantino Comneno       | c. 1143                       | Juan II Comneno o Manuel I Comneno     | Probablemente se trataría de un almirante (megas droungarios tou ploimou en vez de un megas droungarios tes vigles) | [ 1 ] [ 36 ]  |
| Esteban Comneno           | c. 1147/1151- c. 1156         | Manuel I Comneno                       | | [ 36 ]        |
| Juan Macrembolita         | c. 1158                       | Manuel I Comneno                       | | [ 36 ]        |
| Andrónico Kamateros       | c. 1166-1170                  | Manuel I Comneno                       | Oficial emarentado con la familia imperial por parte de su madre. | [ 36 ]        |
| Gregorio Antioco          | 1187-c. 1196                  | Isaac II Angelos                       | En el momento en el que fue nombrado gran drungario, ya había disfrutado de una larga carrera en el servicio público que se remontaba a la década de los 1150. | [ 37 ]        |

## Era Paleóloga
Tras el sitio de Constantinopla durante la Cuarta Cruzada en 1204, se rompió la continuidad del cargo. Al reaparecer en los registros de la era Paleóloga, había perdido la condición judicial y retomó su carácter militar original. De acuerdo con el autor de mediados del siglo XIV, Jorge Codinos, el gran drungario de la guardia era un subordinado del gran doméstico, encargado de la guardia nocturna y de la supervisión de los exploradores del ejército. En realidad el cargo llegó a ser una especie de sinecura (beneficio eclesiástico que otorgaba rentas a su titular), siendo esencialmente una dignidad cortesana desprovista de responsabilidades, salvo los deberes ceremoniales.
En la obra de Jorge Codinos, el gran drungario de la guardia figuraba en el vigésimo cuarto puesto de la jerarquía imperial, entre el eparca y el gran hetairiarca. Su traje distintivo de la corte, según Codinos, consistía en un sombrero de brocado de oro (skiadion), una túnica kabbadion seda lisa y un cayado (dikanikion) con una perilla dorada en la parte superior y cubierto con una trenza roja en la inferior. Para las ceremonias y festividades, llevaba un skaranikon abovedado de seda amarilla y dorada, decorado con bordados de hilos de oro, con un retrato del emperador sentado en un trono en la parte delantera, mientras que en la parte trasera, el emperador a caballo.
Esta dignidad sobrevivió hasta la caída de Constantinopla. El historiador Jorge Frantzés comparó el cargo otomano del jefe de los jenízaros con el del gran drungario de la guardia.

### Lista de titulares conocidos
La presente lista no incluye a los titulares conocidos solo a través de sus sellos, pero no identificados de otra manera, ni a los titulares anónimos.
| Nombre                      | Período                 | Nombrado por                                     | Notas | Ref.   |
| --------------------------- | ----------------------- | ------------------------------------------------ | --- | ------ |
| Andrónico Enopolita         | c. 1282                 | Miguel VIII Paleólogo                            | Eunuco y comandante militar. | [ 37 ] |
| Demetrio Paleólogo Tornicio | c. 1324, década de 1330 | Andrónico II Paleólogo Andrónico III Paleólogo   | Pariente de la familia imperial. Es mencionado únicamente en cuatro documentos. | [ 42 ] |
| Brienio                     | Década de 1320          | Andrónico II Paleólogo                           | Abandonó a Andrónico III Paleólogo durante la guerra civil bizantina de 1321-1328. | [ 43 ] |
| Nicéforo                    | Después de 1325         | Andrónico II Paleólogo                           | Conocido solo por un acta del monasterio de Zografou fechada en 1342. | [ 43 ] |
| ¿Canabutzes?                | 1324                    | Andrónico II Paleólogo                           | Un drungario, no está claro si llegó a ser gran drungario de la guardia. | [ 43 ] |
| Teodoro Paleólogo           | c. 1328                 | Andrónico III Paleólogo                          | Sobrino de Andrónico III. Gran drungario de la guardia y gobernador de Lemnos en 1328. | [ 43 ] |
| Juan Ducas Muzalon          | Desconocida             | Andrónico III Paleólogo                          | Un destinatario del poeta Manuel Files y llamado gran drungario, probablemente drungario de la guardia. | [ 43 ] |
| Teodoro Comneno File        | Inicios del siglo xiv   | Andrónico II Paleólogo o Andrónico III Paleólogo | Se le menciona en un acta con diversas fechas (1302, 1317 o 1332). Sus restos fueron enterrados en una iglesia en Melnik. | [ 43 ] |
| Juan Gabalas                | c. 1341                 | Andrónico III Paleólogo                          | Originalmente partidario de Juan VI Cantacuceno. Llegó a ser gran drungario en 1341. Persuadido por Alejo Apocaucos a cambiar de bando durante la guerra civil bizantina de 1341-1347, fue elevado a Gran Logoteta. Finalmente al caer Apocaucos, fue encarcelado. | [ 44 ] |
| Jorge Ducas Apocaucos       | c. 1342                 | Juan V Paleólogo                                 | Gran drungario, mencionado en una Bula de oro de 1342, con Venecia. | [ 45 ] |